# 皮埃尔·莫斯科维奇
皮埃尔·莫斯科维奇（法語： 法語發音：[pjɛʁ mɔskɔvisi] 羅馬尼亞語：[moskoˈvitʃʲ]，1957年9月16日—），法国政治家，曾任财政部长，欧洲经济和财政事务、税务和海关专员，现任法国审计法院首任院长。